# 特雷孔菲尼峰

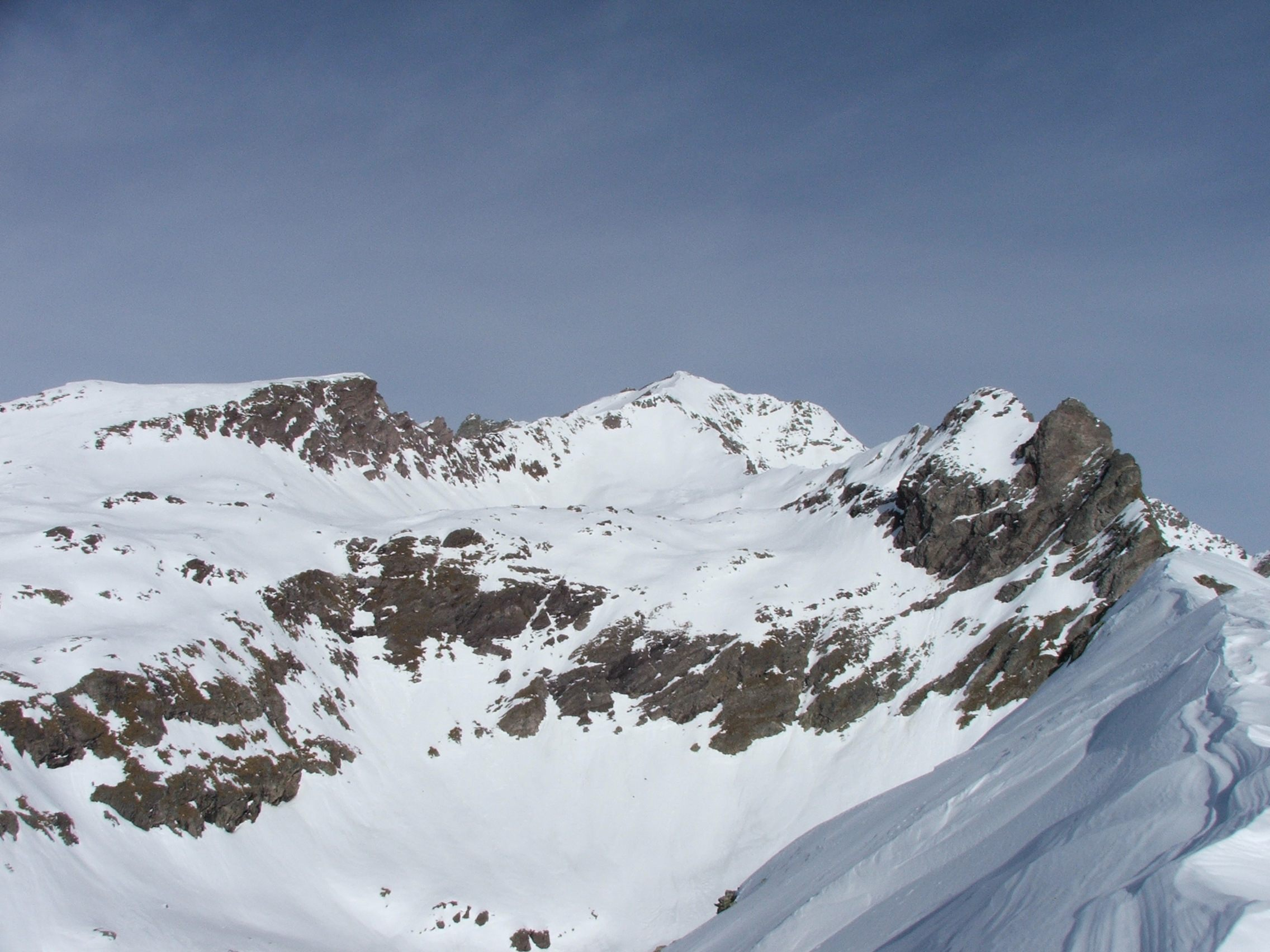

46°02′59″N 10°04′59″E / 46.04972°N 10.08306°E
特雷孔菲尼峰（義大利語：Pizzo dei Tre Confini），是意大利的山峰，位於該國北部，由倫巴底大區負責管轄，屬於貝爾加莫阿爾卑斯山脈的一部分，海拔高度2,824米。